# Myrsine minutifolia
Myrsine minutifolia är en viveväxtart som först beskrevs av Knoester, Wijn och Sleumer, och fick sitt nu gällande namn av Pipoly. Myrsine minutifolia ingår i släktet Myrsine och familjen viveväxter. Inga underarter finns listade i Catalogue of Life.